# ...і чудова мить перемоги
«...і чудова мить перемоги» — радянський спортивний художній фільм 1984 року, знятий режисером В'ячеславом Винником на Кіностудії ім. О. Довженка.

## Сюжет
Жіноча гандбольна команда одного із спортивних клубів СРСР програє півфінальну зустріч. Головний тренер Самойлов, розуміючи, що шансів на продовження боротьби з цією командою практично немає, йде на ризик і випускає на майданчик молодих спортсменок, які не мають міжнародного досвіду.

## У ролях
- Регімантас Адомайтіс — Віктор Миколайович Баскаков, головний тренер
- Петро Вельямінов — Ілля Захарович, лікар
- Микола Шутько — Сергій Федотович, другий тренер
- Коте Махарадзе — коментатор
- Ірина Резнікова — Галя Пономаренко
- Олена Капіца — Олена Баскакова
- Наталія Сумська — Женя Сабурова
- Тетяна Хвостікова — Міла Хворостіна
- Олена Сергієнко — Інна Кросовська
- Олена Степанова — Аня Сідякіна
- Ігор Черницький — масажист
- Ірина Мельник — Світлана Чернова
- Олена Ставицька — Віка Трубецька
- Олександр Бєліна — чоловік Віки Трубецької
- Л. Бондаренко — епізод
- І. Вовчанська — епізод
- В. Єрьоменко — епізод
- О. Зазеленчук — епізод
- Лесь Сердюк — епізод
- В. Литвинов — епізод
- Вітаутас Томкус — епізод
- Лембіт Пярн — епізод
- Лариса Панченко — епізод
- Сергій Філімонов — епізод
- С. Черниш — епізод
- Юля Винник — епізод
- Люда Петрук — епізод

## Знімальна група
- Режисер — В'ячеслав Винник
- Сценарист — В'ячеслав Винник
- Оператор — Валерій Грозак
- Композитор — Володимир Губа
- Художник — Наталія Аксьонова